# Corona di Luigi XV di Francia

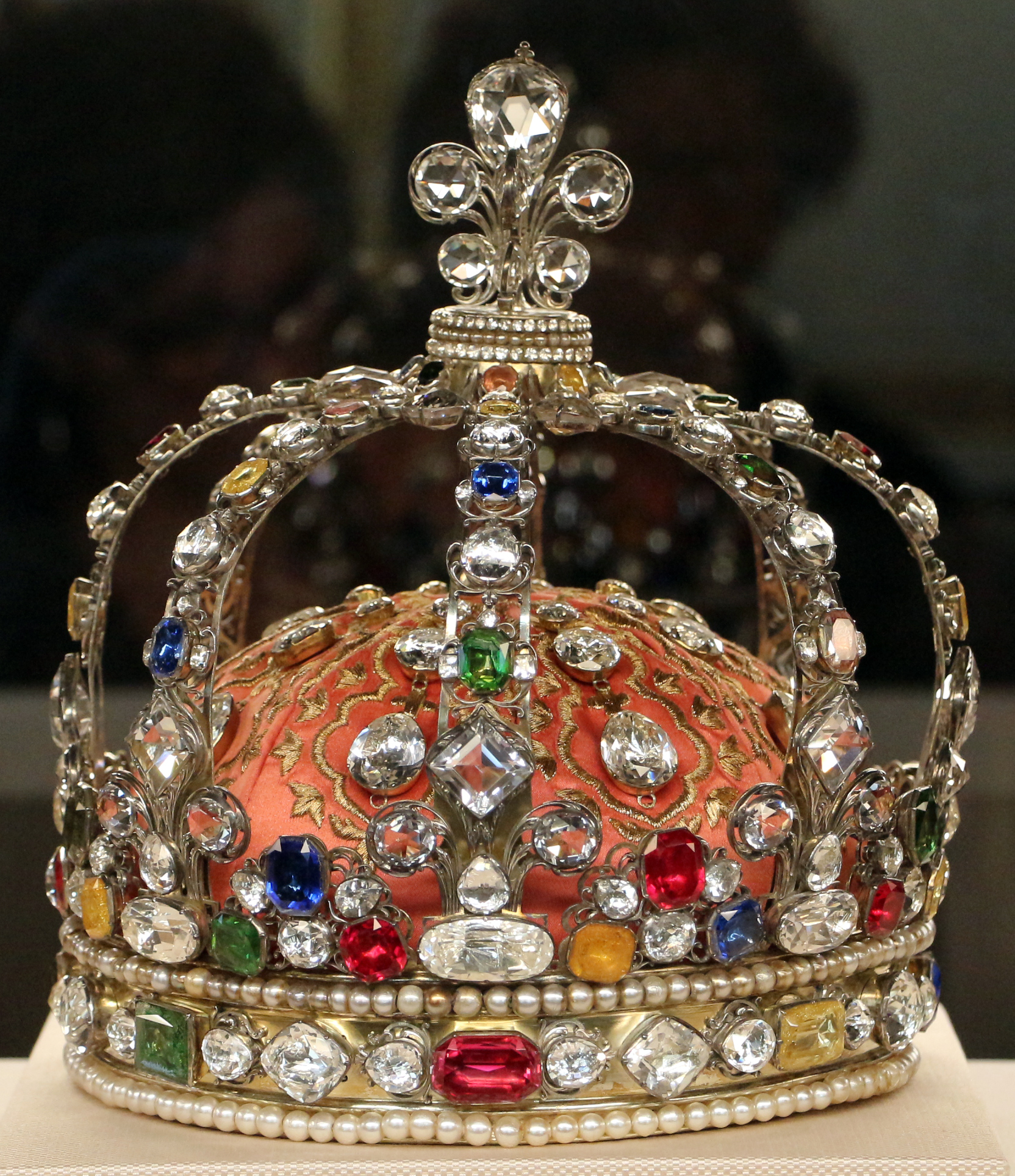
La corona di Luigi XV di Francia.

La corona di Luigi XV di Francia è la corona personale del sovrano francese, realizzata nel 1722 dagli orefici Auguste Duflos e Claude Rondé. È l'unico pezzo superstite dei regalia francesi risalenti all'Ancien Régime. 

## Storia
Fin dall'inizio del XVIII secolo i sovrani francesi indossavano corone di oro massiccio, ma non impreziosite da pietre preziose. 
Nel 1722 per l'incoronazione del giovane sovrano Luigi XV, appena dodicenne, il Reggente, Filippo II d'Orléans, commissionò all'orafo Augustin Duflot la realizzazione di una corona leggera e impreziosita da pietre preziose, su disegno del gioielliere di corte Laurent Rondé. Furono utilizzati i diamanti della collezione del cardinale Mazzarino, il famoso diamante Reggente (che era fissato nella parte anteriore della corona) e poi 282 diamanti, 64 pietre di colore (zaffiri, rubini, smeraldi e topazi) e 230 perle. 
Tutte le altre corone di Francia andarono perse, rubate o distrutte durante la Rivoluzione, mentre la corona di Luigi XV fu miracolosamente l'unica sopravvissuta.
Nel 1885 la Terza Repubblica francese decise di vendere le pietre preziose incastonate nella corona di Luigi XV, mentre lo scheletro venne risparmiato, data la sua importanza storica, sostituendo le gemme originali con copie di semplice cristallo. 
Attualmente è esposta al museo del Louvre di Parigi, nella Galleria di Apollo.